# Geografie van Spitsbergen
Spitsbergen (Noors: Svalbard) is een bergachtige archipel in de Noordelijke IJszee met een oppervlakte van circa 61.020 km². De eilandengroep is het noordelijkste deel van het Koninkrijk Noorwegen. De drie grootste eilanden zijn Spitsbergen, Nordaustlandet en Edgeøya. Er zijn ook enkele kleinere eilanden, zoals Barentszeiland (Barentsøya) (1.288 km²) en Kvitøya (682 km²). Spitsbergen is voor het overgrote deel bedekt met een ijslaag. De volgende gegevens over de geografie van Spitsbergen zijn bekend.

## Klimaat

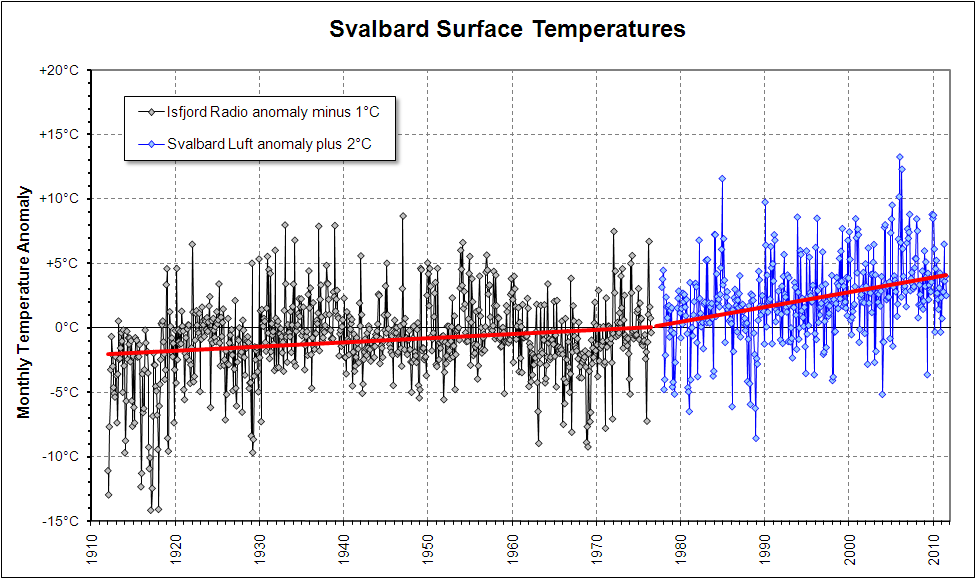
Oppervlaktetemperatuur van Spitsbergen

Spitsbergen heeft voor het grootste deel een poolklimaat. Het binnenland van Spitsbergen is heel het jaar door met ijs bedekt. Er groeien van oorsprong geen bomen op Spitsbergen, enkel struiken zoals de kraaihei en de kruipbraam. De wateren langs de westkust van Spitsbergen blijven voor het grootste deel van het jaar bevaarbaar als gevolg van wind die het gebied ijsvrij houdt.
De gemiddelde temperatuur van de hoofdplaats Longyearbyen is -4 °C. De hoogste en laagste temperatuur ooit gemeten op de eilandengroep is respectievelijk 21.3 °C en -46.3 °C.

## Fysische geografie

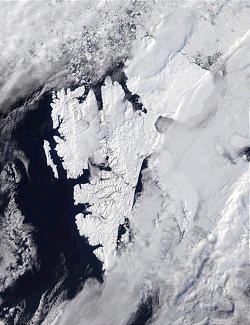
Een satellietfoto van Spitsbergen

### Oppervlakten
- Gehele eilandengroep 61.020 km²[1]
- Kuststrook 1.587 km

### Gebieden

De twee grootste eilanden van Spitsbergen zijn verdeeld in verschillende gebieden:
- Spitsbergen
  - Albert I-land
  - Haakon VII-land
  - Andréeland
  - Prins Karls Forland
  - Oscar II-land
  - James I-land
  - Dicksonland
  - Nieuw-Friesland
  - Olav V-land
  - Bünsowland
  - Sabineland
  - Nordenskiöldland
  - Heerland
  - Nathorstland
  - Wedel Jarlsbergland
  - Torellland
  - Sørkappland
- Nordaustlandet
  - Gustav-V-land
  - Prins Oscarsland
  - Orvinland
  - Gustav Adolfland

### Fjorden
- Wijdefjord, 108 km
- Isfjord, 107 km
- Van Mijenfjord, 83 km
- Woodfjord, 64 km
- Wahlenbergfjorden, 46 km

### Kustlijnen
- Spitsbergen, 3.919 km
- Nordaustlandet, 1.688 km
- Edgeøya, 502 km
- Barentszeiland (Barentsøya), 205 km
- Kvitøya, 119 km
- Prins Karls Forland, 320 km
- Kongsøya, 132 km
- Bereneiland (Bjørnøya), 88 km
- Hopen, >66 km
- Svenskøya, 62 km
- Wilhelmøya, 58 km
- Andere kleine eilanden en scheren, 1736 km

### Bergen
- Newtontoppen, 1713 m
- Perriertoppen, 1712 m
- Ceresfjellet, 1675 m
- Chadwickryggen, 1640 m
- Galileotoppen, 1637 m

### Gletsjers
- Austfonna, 8492 km²
- Olav V-land, 4150 km²
- Vestfonna, 2505 km²
- Åsgårdfonna, 1645 km²
- Edgeøyjøkulen, 1300 km²
- Hinlopenbreen, 1248 km²
- Negribreen, 1182 km²
- Bråsvellbreen, 1160 km²
- Etonbreen, 1070 km²
- Leighbreen, 925 km²
- Holtedahlfonna, 900 km²
- Kvitøyjøkulen, 705 km²
- Stonebreen, 700 km²
- Kronebreen, 700 km²
- Hochstetterbreen, 581 km²
- Barentsjøkulen, 571 km²
- Balderfonna, 543 km²
- Nathorstbreen, 489 km²
- Monacobreen, 408 km²

### Rivieren
- Agardhelva
- Bungeelva
- Grøndalselva
- Lidelva
- Longyearelva
- Reindalselva
- Sassenelva
- Semmeldalselva
- Slaklielva
- Vinda